# Thomas Davidson (philosophe)
Pour les articles homonymes, voir Thomas Davidson.
Thomas Davidson né le 25 octobre 1840 à Deer, près d'Aberdeen en Écosse, et décédé le 14 septembre 1900 à Montréal était un philosophe, enseignant et conférencier américano-écossais.

## Biographie
Né dans une famille presbytérienne, il fit ses études à l'université d'Aberdeen. Il enseigna d'abord au lycée d'Old Aberdeen puis en Angleterre, Écosse et États-Unis. Il voyagea beaucoup et appris de nombreuses langues (français, allemand, italien, espagnol, latin, arabe).
De retour des États-Unis, il fonda à l'été 1883 la Fellowship of the New Life, un groupe de réflexion sociale et politique dont fut issue la Fabian Society. Peu après la scission au début de 1884, il retourna à New York où il se consacra à l'éducation populaire dans les quartiers les plus pauvres.
Il se rendit célèbre pour ses cours de sociologie à l’Educational Alliance de New York, principalement à sa classe réservée aux élèves d'origine juive.

### Ouvrages
- Fragments of Parmenides (1869)
- The Parthenon Frieze and Other Essays (1882)